# Морен, Жан-Пьер
Жан-Пьер Морен (фр. Jean-Pierre Maurin; 14 февраля 1822, Авиньон — 16 марта 1894, Париж) — французский скрипач и музыкальный педагог.
Окончил Парижскую консерваторию (1843), ученик Пьера Мари Байо и Франсуа Абенека. В 1848—1867 гг. играл в Оркестре концертного общества Парижской консерватории. В 1852 году вместе с Александром Шевийяром создал струнный квартет, предназначенный для исполнения преимущественно поздних квартетов Людвига ван Бетховена.
С 1875 г. профессор Парижской консерватории. Среди его учеников, в частности, Люсьен Капе, Пьер Монтё, Рене Ортманс, а также сменивший наставника на профессорской должности Анри Бертелье.
Морену посвящён квинтет Op. 74 Жоржа Онсло.
Кавалер Ордена Почётного легиона (1885).
Брат Морена Ашиль Ипполит Морен был виолончелистом.